# Срем (Хасковская область)
Срем (болг. Срем) — село в Болгарии. Находится в Хасковской области, входит в общину Тополовград. Население составляет 465 человек.

## Местная власть
В местном кметстве Срем, в состав которого входит Срем, должность кмета (старосты) исполняет Димитр Андонов Димитров (партия «ЛИДЕР») по результатам выборов правления кметства.
Кмет (мэр) общины Тополовград — Евтимия Петрова Карачолова (Зелёные) по результатам выборов в правление общины.